# Amanda Nguyen
Amanda Ngọc Nguyễn (California, 10 de octubre de 1991) es una emprendedora social, activista de derechos civiles e investigadora de bioastronáutica estadounidense. Es la fundadora y directora ejecutiva de Rise, una organización no gubernamental de derechos civiles. Nguyen redactó la Ley de Derechos de los Sobrevivientes de Agresión Sexual, un proyecto de ley que fue aprobado por unanimidad en el Congreso de los Estados Unidos. A Nguyen también se le atribuye el impulso del movimiento para detener la violencia contra los estadounidenses de origen asiático después de que su video pidiendo cobertura mediática se volviera viral el 5 de febrero de 2021.
En reconocimiento a su trabajo, Nguyen fue nominada al Premio Nobel de la Paz 2019  por Mimi Walters y Zoe Lofgren, y fue nombrada una de las Mujeres del Año 2022 por la revista Time. También recibió el 24º Premio Anual Heinz en Políticas Públicas, Time 100 Next, Forbes 30 Under 30,  y fue reconocida como una de las 100 Mejores Pensadoras Globales por Foreign Policy. Además, Nguyen aparece en la antología de 2022 We Are Here: 30 Inspiring Asian Americans and Pacific Islanders Who Have Shaped the United States de Naomi Hirahara y publicada por el Instituto Smithsonian y Running Press Kids.
El 14 de abril de 2025, Nguyen fue una de las pasajeras a bordo del undécimo vuelo al espacio de Blue Origin bajo el programa New Shepard, junto con Katy Perry, Aisha Bowe, Kerianne Flynn y las periodistas Gayle King y Lauren Sánchez, convirtiendo a Nguyen en la primera mujer de ascendencia vietnamita en volar al espacio.

## Educación y carrera
Se graduó de Centennial High School en Corona, California en 2009 e hizo la Licenciatura en Artes en la Universidad de Harvard en 2013.
Nguyen realizó prácticas en la NASA en 2011 y 2013. Realizó investigaciones sobre exoplanetas en el Centro de Astrofísica Harvard-Smithsonian. Nguyen fue enlace adjunto de la Casa Blanca para el Departamento de Estado de los EE.UU. Dejó su trabajo en el Departamento de Estado en 2016 para trabajar a tiempo completo en Rise. Alentada por sus mentores durante su tiempo en la NASA, Nguyen aspiraba a convertirse en astronauta. En 2021 se convirtió en candidata a astronauta científica en el Instituto Internacional de Ciencias Astronáuticas, donde investiga la salud y la menstruación de las mujeres. En 2024, Blue Origin anunció que Nguyen se convertiría en la primera mujer vietnamita estadounidense en volar al espacio.
El 14 de abril de 2025, Nguyen fue la primera mujer de ascendencia vietnamita en ir al espacio a bordo de la tripulación formada de seis mujeres que pasó 10,5 minutos en el espacio. El indicador de gravedad cero elegido por Nguyễn era una nota que se había escrito a sí misma hacía años, prometiéndose que, si ponía en suspenso sus sueños como astronauta y luchaba por los derechos civiles, «algún día los recuperaría». Nguyễn, que es investigadora en bioastronáutica, trajo consigo algunos experimentos para realizar durante el vuelo en órbita. Uno de esos experimentos consistía en probar material para curar heridas en microgravedad. Nguyễn afirma que los resultados de este experimento podrían tener aplicaciones para la salud de las mujeres en el espacio, donde una mejor tecnología de absorción en condiciones de microgravedad permitiría crear compresas o tampones aptos para el espacio para las mujeres astronautas que menstrúan.
"Históricamente, la NASA prohibía que las mujeres se hicieran astronautas, y una de las razones más citadas era la menstruación", dijo Nguyễn a The Guardian. "Por eso lo hago."
Nguyen también probó algunos materiales para trajes espaciales de próxima generación y un parche de ultrasonido portátil, ambos diseñados por investigadores del MIT, donde era directora del Media Lab.
Durante el viaje, Nguyen llevaba 169 semillas de loto proporcionadas por el Centro Espacial Nacional de Vietnam, y que se utilizarán más adelante para estudiar los efectos de las condiciones espaciales en el crecimiento de las plantas.

## Activismo
En 2013, Nguyen fue violada mientras estudiaba en la Universidad Harvard. Nguyen decidió no presentar cargos inmediatamente porque sentía que no tenía ni el tiempo ni los recursos necesarios para ir a un juicio que podría durar varios años. Cuando supo que en Massachusetts los delitos de violación prescriben a los 15 años, decidió que presentaría cargos más adelante, cuando estuviera lista. Se le realizó un examen médico de violación y supo que, si no denunciaba el delito a la policía, dicho examen sería destruido después de seis meses a no ser que solicitara una extensión del plazo. No le dieron información sobre cómo solicitar una prórroga. Nguyen llegó a la conclusión de que el sistema no funcionaba, en parte porque la solicitud de extensión sería un recordatorio innecesario para la víctima de una experiencia traumática. Nguyen conoció a otras sobrevivientes con historias similares y concluyó que la protección legal era insuficiente. Puso en marcha eventos publicitados como un desfile de moda durante la Semana de la Moda de Nueva York en el Museo de Arte Moderno, con modelos que habían sido sobrevivientes de agresión sexual.

### Rise
En noviembre de 2014, Nguyen fundó Rise, una organización sin ánimo de lucro cuyo objetivo es proteger los derechos civiles de las sobrevivientes de agresión sexual y violación. Nguyen dirigía la organización en su tiempo libre, lo que estuvo haciendo hasta septiembre de 2016. Todas las personas que trabajan con Rise son voluntarias, y la organización ha recaudado dinero a través de GoFundMe. Nguyen explica que la organización se llamó Rise para "recordarnos que un pequeño grupo de ciudadanas reflexivas y comprometidas pueden surgir y cambiar el mundo". El objetivo de Nguyen es que Rise apruebe una Declaración de Derechos de las Sobrevivientes de Agresión Sexual en los 50 estados de EE. UU., así como a nivel nacional. También ha viajado a Japón donde se presentó un proyecto de ley similar.

### Ley de Derechos de los Sobrevivientes de Agresión Sexual
En julio de 2015, Nguyen se reunió con la senadora estadounidense Jeanne Shaheen de New Hampshire para proponer una legislación que protegiera los derechos de las sobrevivientes a nivel federal.  La legislación que Nguyen había ayudado a redactar fue presentada al Congreso en febrero de 2016 por Shaheen. Nguyen colaboró con Change.org y el sitio web de comedia Funny or Die para llamar la atención sobre la legislación y alentar a los votantes a apoyarla. Nguyen lanzó una petición en Change.org que pedía al Congreso aprobar la legislación. El video Funny or Die y la petición de Change.org recibieron el apoyo de Judd Apatow y Patricia Arquette en Twitter. El 28 de febrero de 2016, la petición de Change.org tenía 60.000 de las 75.000 firmas solicitadas. En octubre de 2016, ya había más de 100.000 firmas.
El proyecto de ley fue aprobado por el Senado en mayo, y por la Cámara de Representantes en septiembre. Fue aprobada por unanimidad en ambas cámaras del Congreso, y fue sancionada como ley en octubre de 2016 por el presidente Barack Obama. La ley protege, entre otros derechos, el derecho a que las pruebas de un caso de violación se conserven sin cargo alguno durante todo el plazo de prescripción. 
El 12 de octubre de 2017, el gobernador de California, Jerry Brown, aprobó un proyecto de ley titulado "Víctimas de agresión sexual: derechos".

### Retrato de We the Future
En 2018, Shepard Fairey creó un retrato de Amanda Nguyen como parte de una serie para la campaña We the Future del laboratorio de medios Amplifier, una colección de piezas de arte encargadas que se enviaron a 20.000 escuelas intermedias y secundarias de todo Estados Unidos para enseñar sobre diversos movimientos de base.

## Premios y reconocimientos
- 2016 – Premio de Honor para Mujeres Jóvenes, Marie Claire
- 2016 – Los 100 pensadores globales más destacados, Política exterior
- Invitada de honor y oradora de la Marcha de las Mujeres 2017
- 2017 – Forbes 30 menores de 30, Forbes
- 2017 – 40 Women to Watch, The Tempest[44]
- 2018 – La lista Frederick Douglass 200[45]
- 2019 – Premio Nelson Mandela Changemaker[46][47]
- 2019 – 24.ª edición de los Premios Heinz en Políticas Públicas
- 2019 – Objetivos Globales de Vanity Fair, Vanity Fair[48]
- 2019 – Time 100 Next, Time[10]
- 2021 – Fue reconocida como una de las 100 mujeres de la BBC[49]
- 2022 – Mujeres del Año de Time, Time

Nacida en California, Nguyen reside en Washington D. C.. 